# برومويدات فولبيا
برومويدات فولبيا أو السنجاب العكرش,:170–171 أو العكرش الجرداء:450 أو بروم العكرش ، هو نوع من النباتات الحولية التي تنتشر في مواطنها الأصلية أوروبا، وشمال أفريقيا، وآسيا الصغرى. ثم نُقلت إلى أمريكا الشمالية، وجزر هاواي، وبورتوريكو وغيرها من الأماكن.
فهي من الأنواع المدخلة إلى أمريكا الشمالية، حيث عُثر على نبات بروم فيسكو بشكل اساسي في الجزء الغربي من كندا، والجزء الجنوبي والغربي من الولايات المتحدة، وشمال المكسيك.

## روابط خارجية
- جيبسون العلاج اليدوي
- وزارة الزراعة الأمريكية والتصنيف والصورة - برومويدات فولبيا